# James Lackington
James Lackington (Wellington, 31 agosto 1746 – Budleigh Salterton, 22 novembre 1815) è stato un editore e libraio britannico accreditato con la rivoluzione del commercio di libri in Gran Bretagna.

## Biografia
Nato da padre calzolaio e istruito a seguire le orme del padre, mostrò fin da giovane capacità nell'arte del commercio vendendo torte per strada. A 10 anni imparò autonomamente a leggere. Nell'agosto del 1773, Lackington arrivò a Londra con due scellini e una moneta da sei penny, successivamente diventando un uomo di successo. È conosciuto per aver rifiutato il credito nel suo negozio, permettendogli di ridurre il prezzo di libri della sua libreria. Stampò cataloghi del suo inventario; secondo la biografia di Lackington, la prima edizione dell'inventario conteneva 12000 titoli. Comprò intere biblioteche e pubblicò manoscritti di scrittori. Salvò dalla distruzione i remainder delle biblioteche per poi rivenderli a prezzi bassi, visto che credeva che i libri fossero alla base del sapere, della ragione, della felicità e che tutti, indifferentemente dalla situazione economica, classe sociale o genere, dovessero avere la possibilità di acquistare libri a costi bassi.
La sua libreria principale nella Finsbury Square era chiamata "Temple of the Muses" (Tempio delle Muse) ed era detto che fosse talmente grande che "un carro della posta fu guidato attorno alle scrivanie il giorno della sua apertura" nel 1793. Il suo amore per i libri è esemplificato in un racconto il quale narra che, il giorno del suo arrivo a Londra con sua moglie, Lackington spese l'ultima mezza corona su un libro di poesie. Egli spiegò "se avessi usato i soldi per comprare la cena, l'avremmo mangiata domani, e il piacere sarebbe esaurito presto, ma se fossimo vissuti altri cinquant'anni, avremmo avuto il Night Thoughts (Pensieri notturni) con cui festeggiare".
Lackington scrisse due autobiografie: Memoirs of the First Forty-Five Years of the Life of James Lackington (1791) e The Confessions of James Lackington (1804) a cui Letters, on the bad consequences of having daughters educated at Boarding Schools fu successivamente allegata. Egli si considerava benedetto con due matrimoni felici, il primo con Nancy, che morì di febbre, e successivamente Dorcas.
Nel 1798, Lackington si ritirò nella sua tenuta nel Gloucestershire, lasciando il Tempio delle Muse al suo terzo cugino George Lackington.